# 鷹司冬平
鷹司 冬平（たかつかさ ふゆひら、旧字体：鷹司 冬󠄀平󠄁）は、鎌倉時代後期の公卿・歌人。関白・鷹司基忠の子。叔父・鷹司兼忠の養子。官位は従一位・摂政、関白、太政大臣。鷹司家4代当主。後照念院関白と号す。

## 経歴
弘安7年（1284年）2月、叙爵される。右中将を経て、翌弘安8年（1285年）3月、従三位に叙せられる。伏見朝の正応元年（1288年）11月、権中納言となる。春宮権大夫を兼ね、後伏見朝の正安元年（1299年）4月、内大臣となり、正安3年（1301年）の正月、従一位に昇る。後二条天皇の乾元元年（1302年）11月、右大臣に昇進。12月、左大臣に昇進。花園朝の延慶元年（1308年）11月、摂政・氏長者。延慶3年（1310年）12月、最高職の太政大臣に昇進する。延慶4年（1311年）3月、関白となり、その後正和4年（1315年）9月22日・正中元年（1324年）12月27日の3回関白の地位に就いた。嘉暦2年（1327年）正月19日、薨御。享年53。
文保百首・嘉元百首・伏見院三十首などに出詠。自邸でも歌会を行った。頓阿『井蛙抄』に「御風体格別也」と高い評価が見える。新後撰集初出。勅撰入集は計81首にのぼる。日記『後称念院関白記(冬平公記)』、有識書『後照念院殿装束抄』などの著作がある。正応4年（1291年）、西園寺実兼から琵琶秘曲である啄木の伝授を受けている。正和元年（1312年）、高階隆兼筆『絹本著色春日明神影向図』（重要文化財、藤田美術館所蔵）の幅中別紙に記を施した。

## 官歴
- 弘安7年（1284年）2月 - 叙爵
- 弘安8年（1285年）3月 - 従三位
- 正応元年（1288年）11月 - 権中納言
- 正安元年（1299年）4月 - 内大臣
- 正安3年（1301年）1月 - 従一位
- 乾元元年（1302年）11月 - 右大臣
- 乾元元年（1302年）12月 - 左大臣
- 延慶元年（1308年）11月 - 摂政、藤氏長者
- 延慶3年（1310年）12月 - 太政大臣
- 延慶4年（1311年）3月 - 関白
- 正和4年（1315年）9月22日 - 関白、藤氏長者
- 正中元年（1324年）12月27日 - 関白、藤氏長者
- 嘉暦2年（1327年）1月19日 - 薨去

摂政関白は、延慶元年（1308年）11月10日から正和2年（1313年）7月12日まで、正和4年（1315年）9月22日から正和5年（1316年）8月23日まで、正中元年（1324年）12月27日から嘉暦2年（1327）1月19日までの、都合3期にわたって務めている。

## 系譜
- 父：関白鷹司基忠
- 母：権中納言衣笠経平女
- 正室：准大臣中院通頼女
- 側室：中将長平（近衛中将某氏長平）女
  - 長男：鷹司師平（1311-1353）→ 冬教養子
- 側室：左近衛中将近衛兼良女
- 養嗣子
  - 実弟：鷹司冬教（1305-1337）